# Хасевич, Нил Антонович
Нил Анто́нович Хасе́вич (укр. Ніл Антонович Хасевич; 12 (25) ноября 1905, Дюксин, Волынская губерния — 4 марта 1952, Суховцы, Ровненская область) — украинский художник, график, экслибрист, гравёр, общественный и политический деятель. Член Организации украинских националистов и Украинского главного освободительного совета.
Нил Хасевич получил известность благодаря своим работам, связанным с Украинской повстанческой армией (УПА). Автор множества пропагандистских плакатов, ксилографий, открыток, журнальных иллюстраций и карикатур, в наши дни он считается создателем визуального образа УПА. Кроме того, именно Хасевичем был разработан ряд вариантов оформления «бофонов» — денежных квитанций (обязательств) УПА, а также дизайн наград повстанческой армии, в том числе Креста Боевой Заслуги и Креста Заслуги. Последней награды в 1948 году был удостоен сам художник.

## Семья и детство
Нил Хасевич родился 25 ноября 1905 года в селе Дюксин Ровенского уезда Волынской губернии в семье диакона и церковного псаломщика Антона Ивановича Хасевича и его жены Федории Алексеевны. Всего у супругов было трое сыновей. Старшие братья Нила, Анатолий и Фёдор, впоследствии стали священнослужителями, остались жить на Волыни и ушли из жизни раньше него: Анатолий был убит поляками в селе Деревянное неподалёку от Клеваня, а Фёдор умер в Сибири, куда был сослан после Великой Отечественной войны.
Первоначально в планы Хасевича и его родителей входило поступление Нила в Житомирскую духовную семинарию, однако революционные события, вспыхнувшие на территории бывшей Российской империи, помешали этим замыслам. В результате Хасевич стал обучаться в частной украинской гимназии в Ровно, несмотря на возникшие трудности — до города он был вынужден добираться по железнодорожным путям или на подводе. В 1918 году по пути в Ровно подросток и его мать попали в аварию: на Оржевском железнодорожном переезде подвода с ними попала под поезд. В той аварии мать Хасевича погибла, а будущий художник на всю жизнь остался калекой, потеряв левую ногу. Хорошо знакомый с обработкой дерева, Нил самостоятельно изготовил протез и, несмотря на травму, продолжил получать образование. Попутно он занимался написанием икон, которое освоил с помощью ровенских мастеров, обучался в художественной мастерской Василия Леня в Ровно.
После трагедии, произошедшей с Хасевичем, французская компания-владелец железной дороги выплатила ему значительную денежную компенсацию. Это позволило юному художнику, в 1925 году экстерном окончившему ровенскую гимназию, оплатить обучение в варшавской Школе изящных искусств (с 1932 года — Академии изящных искусств). Прибыв в Варшаву, сперва Хасевич стал вольнослушателем Школы, и лишь в 1930 году, после сдачи экстерном экзаменов за гимназический курс, ему удалось получить статус полноправного студента. Однокурсник Нила, П. Мегик, оставил о нём следующие воспоминания:
«Молодой, лет 20, небольшого роста, бедно одетый мальчик, с палкой в руке, потому что вместо левой ноги — деревянный, примитивный, собственной работы, протез… Усердно учится и невероятно материально бедствует. Из дома от родителей ничего не получает, потому что там — не меньшая беда…»

## Студент Варшавской Академии

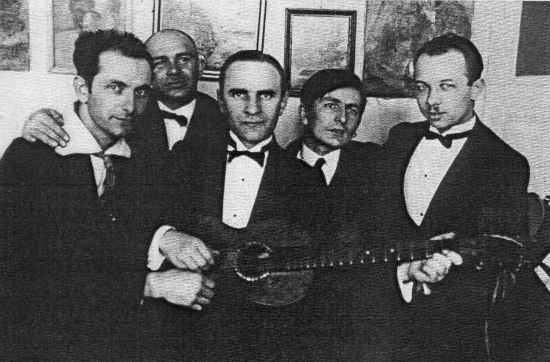
Нил Хасевич (крайний справа) и его друзья в период обучения в Варшавской Академии. 1930-е годы

Художественную подготовку Хасевич получал у профессоров Милоша и Мечислава Котарбинских, а графическую — после длительных творческих поисков — у известного польского графика, профессора Владислава Скочиляса. В декларации по выбору своей специальности молодой студент отметил: «Графика и ткачество». Ткачеству Хасевич учился в мастерской профессора Станислава Чайковского и уделял этому виду искусства особое внимание, мечтая впоследствии использовать полученные знания на практике на Волыни.
В период обучения в Академии наибольших успехов Хасевич достиг в рисовании. «Рисунок является правдой абсолютной, а язык правды нужно учить везде и всегда. Сделал бы рисунок основой обучения во всех школах. Это единственный язык, на котором можно выразить всё», — писал художник в феврале 1933 года в своём реферате. В студенческие годы он стал одним из основателей и секретарём художественного объединения «Спокойствие» (укр. «Спокій»), в которое входили 33 молодых украинских художника-академиста, включая В. Васильковского, В. Гаврилюка, П. Мегика, П. Холодного-младшего, А. Шатковского. Примечательно, что 14 из них были волынянами. Деятельность появившегося в 1926 году «Спокойствия» курировали такие видные украинские общественные деятели, как писатель Юрий Липа, предстоятель УГКЦ Андрей Шептицкий и сенатор польского сейма от Волыни С. Скрипник — будущий патриарх УАПЦ Мстислав. К 1939 году «Спокойствие» насчитывало уже 64 члена.
Ещё будучи студентом Академии, в 1931 году Хасевич был удостоен награды «Vaticana» за картину «Прачки» («Стирка»), на которой он изобразил своих соседок в процессе стирки, в 1932 году — отмечен дипломом от варшавской Академии изящных искусств за портрет гетмана Мазепы, а в 1937 году удостоился денежного приза на международной выставке гравюр в Варшаве. Последовав примеру Георгия Нарбута, художник переписал гусиным пером Пересопницкое Евангелие.
Уже в 1930-е годы работы Хасевича активно печатались в польских изданиях, в том числе в крупном журнале «Знич». «Нил Хасевич, — подмечало издание, — тихо, скромно и медленно, но уверенно, в своём творчестве шёл вперёд и теперь получил признание не только у художников Варшавы, где учился и выставлял свои труды, но и у художников зарубежных, особенно французских». Действительно, ведение молодым академистом переписки с художниками из разных стран позволило ему приобрести ценные связи, благодаря которым полотна Хасевича приняли участие в 35 выставках в таких городах, как Львов, Прага, Берлин, Чикаго, Лос-Анджелес. Несколько работ Хасевича, демонстрировавшихся в Чикаго и Лос-Анджелесе, получили высокую оценку и были отмечены дипломами и наградами. В 1939 году в Варшаве был издан альбом экслибрисов «Книжные знаки Нила Хасевича». Помимо создания экслибрисов, Хасевич работал в области станковой, книжной, документальной графики, занимался ксилографией, стал автором ряда книжных иллюстраций.

## На Волыни
«Рисунок является правдой абсолютной, а язык правды нужно учить везде и всегда. Сделал бы рисунок основой обучения во всех школах. Это единственный язык, которым можно выразить всё».
В связи с нехваткой денег Хасевич оставил учёбу в Академии и вернулся на Волынь. Здесь, на малой родине, он сперва устроился учителем в младшую школу, потом работал бухгалтером в сельпо, продолжая при этом рисовать и даже участвовать в выставках, и в конечном итоге стал заниматься общественной и политической деятельностью. Незадолго до начала Второй мировой войны он вступил в Организацию украинских националистов (ОУН), многих членов которой, включая Степана Бандеру и его жену Ярославу Опаровскую, хорошо знал ещё со студенческих времён. В 1941 году, когда Западная Украина была оккупирована немецкими войсками, Нил Хасевич стал активно сотрудничать с немцами: в том же году в селе Деражное, находившемся в нескольких километрах от родного Дюксина, он был мировым судьёй. Советские источники указывали, что Хасевич выносил жестокие приговоры за невыполнение продовольственных поставок для немецкой армии, невыход на принудительные работы, помощь советским партизанам, «лично участвовал в экзекуциях… в том же 1944 году принимал личное участие в убийстве многих поляков и уцелевших от немецких расправ евреев». Позднее, до 1942 года, график иллюстрировал пронемецкую газету «Волынь», редактором которой был известный писатель Улас Самчук.

## Художник УПА

Графический портрет Дмитрия Клячкивского («Клима Савура») работы Хасевича, сделанный после его смерти

В 1942 году Нил Хасевич присоединился к Украинской повстанческой армии (УПА). Среди повстанцев его знали под кличками «Бей-Зот», «Старый», «333», «Левко», «Шмель», «Рыбалко». Находясь на территории куреня «Гонта» структурной единицы УПА-Север, художник зарекомендовал себя как прекрасный пропагандист. Член краевой референтуры пропаганды, он работал в редакции волынского журнала «К оружию» (укр. «До зброї») и создавал иллюстрации для сатирических изданий УПА «Украинский перец» и «Хрен», а также руководил подпольной типографией повстанцев, которая выпускала различные агитационные материалы: брошюры, листовки, открытки. Условия для работы в подпольной типографии были крайне тяжёлыми: Хасевичу приходилось работать на кустарном печатном станке, к тому же испытывая нехватку материала для изготовления газет и журналов. В довершение ко всему Хасевич был автором множества эскизов флагов, печатей, бланков УПА. Иллюстрации художника, тогда более известного как «Зот», можно было обнаружить в подавляющем большинстве повстанческих изданий Волыни и Полесья. Опыт экслибриста позволял Хасевичу, которого известный исследователь Фаддей Лешнер называл «великим художником буквы», объединять рисунки и надписи к ним в единое целое.
Отдельным достижением Хасевича стало создание целого ряда видов «бофонов» — так назывались небольшие, как правило, односторонние денежные квитанции, выпускаемые подпольными типографиями УПА. Широко известна его «волынская серия» бофонов номиналами 10, 25, 50, 100, 200, 300, 500 и 1000 карбованцев, выпуск которой был санкционирован проводом ОУН на северо-западных украинских землях. Денежные знаки из «волынской серии» распространялись повстанцами на территории 12 областей тогдашних УССР и БССР. Что нехарактерно, этот выпуск бофонов, в отличие от предыдущих, галицких, не был приурочен к какому-либо событию или дате, а также отличался большим количеством номиналов. Данные особенности выпуска свидетельствовали о том, что денежные квитанции этого образца планировалось использовать длительное время, при этом, вероятно, унифицировав бофоны всех существовавших видов на основе «волынской серии». Так или иначе, на Волыни денежные знаки авторства Хасевича доминировали над бофонами прочих видов.
Нил Хасевич состоял в дружеских отношениях со многими видными деятелями УПА, в том числе с Дмитрием Клячкивским и Василием Галасой, обучал молодых одарённых подпольщиков искусству пропагандистской живописи и технике резьбы. До наших дней сохранился альбом с работами учеников Хасевича, входивших в своеобразное объединение под названием «Звено „Зота“» («школа Хасевича»). Под изображениями указаны псевдонимы авторов и поставлены пометки «коррекция Хасевича», «под наблюдением Хасевича» и другие. Предполагалось, что в дальнейшем ученики художника составят основу штата крупных подпольных типографий УПА и будут создавать плакаты, листовки и другие агитационные материалы, основываясь на опыте Хасевича, однако на практике всё выходило иначе: молодые самоучки лишь неудачно копировали его работы. Об этом, в частности, свидетельствуют копии его бофонов номиналами 25 и 50 карбованцев, которые выполнил подпольный художник Владимир «Неплюй» Гнибида. Самыми известными учениками Хасевича в сфере резьбы по дереву стали молодые люди, известные под псевдонимами «Свирид», «Мирон» и «Артём» (их настоящие имена не сохранились). В отличие от подпольщиков, которые копировали графические произведения Хасевича, они выполняли свою работу действительно хорошо, и притом настолько, «что неискушённому человеку не раз трудно было узнать, была ли это отпечатка с оригинального дереворита, или клише его ученика…».
В 1942—1943 годах Нил Хасевич принимал участие в выставке украинских художников, которая проходила во Львове, продемонстрировав на ней своё полотно «Спите, хлопцы, спите …», посвящённое военнослужащим УПА, а в 1944 году завершил работу над своим знаменитым циклом «Волынь в борьбе», демонстрирующим героические будни украинских повстанцев. За эти и другие достижения спустя несколько лет он был награждён серебряным Крестом Заслуги и медалью «За борьбу в особо тяжёлых условиях», дизайн которых им же и был разработан.

Ксилография Хасевича на пропагандистскую тематику

В 1948 году Украинский главный освободительный совет (УГОС) — самопровозглашённое украинское правительство под протекцией ОУН(б) — издал постановление об учреждении наград и знаков отличия для участников украинского подполья «За борьбу в особенно трудных условиях». Нилу Хасевичу, который между тем тоже являлся членом УГОС — единственным от Ровненской области, было поручено разработать дизайн таковых. К тому времени в подполье УПА художник стал заметной фигурой — руководил техническим звеном центрального и краевого проводов ОУН на Волыни. Невзирая на тяжёлые материальные и технические условия, он продолжал рисовать пропагандистские плакаты, создал галерею портретов бойцов и командиров УПА. Разработал он и собственный проект герба ОУН-УПА, который не только учитывал тогдашние реалии повстанческой борьбы за украинскую государственность, но и сохранял преемственность по отношению к государственному гербу УНР образца 1918 года. Художник поместил тризуб в центр картуша европейского образца, обрамлённого овалом с надписью «Обретёшь Украинское Государство, или
погибнешь в борьбе за него!» (укр. «Здобудеш Українську Державу, або згинеш у боротьбі за неї!»), взятой из «Десяти заповедей украинского националиста» Степана Ленкавского. Несмотря на авторитет и популярность Хасевича в среде военнослужащих УПА, из-за трудных обстоятельств повстанческой борьбы герб его работы не был принят в качестве официального и даже не стал, как замышлялось, эталоном для украинских подпольных изданий. Многие подпольные художники, среди которых были самоучки из мелких структур ОУН, не придерживались никаких стандартов в изображении повстанческой символики, допуская произвольные стилизации.
В апреле 1950 года Хасевич подал на рассмотрение в УГОС проекты наград УПА с сопроводительным письмом. В представленных проектах Хасевич предлагал свои варианты Креста Заслуги и Креста Боевой Заслуги. Оба они были разработаны Хасевичем и его учеником «Свиридом» с учётом возможности изготовления наград в условиях подполья без специального оборудования и инструментов. В силу нехватки металла, испытываемой украинскими повстанцами, в письме художник отмечал: «Можно взять металл с гильз артиллерийских боеприпасов, или из большевистских орденов — они сделаны из латуни и легко плавятся». Согласно рекомендациям Хасевича, утверждённым УГОС 30 июня 1950 года вместе с проектами наград, при создании Крестов Заслуги допускалось использовать эмаль двух цветов: синюю под трезубец и малиновую на плечах креста и — по возможности — наносить только на отличия высших классов. Звёзды-ромбики на стяжках орденов обозначали их классы. Сразу после утверждения проекты Хасевича были отправлены в ФРГ с помощью курьерской группы, которая смогла пересечь границу СССР только благодаря тому, что в ней состоял двойной агент, также работавший на КГБ. Первая партия орденов была изготовлена в 1951 году в Баварии. Впоследствии награды вышли ещё несколькими небольшими партиями, а в 1952 году их выпуск завершился.
В 1951 году работы Хасевича, сделанные в период пребывания в подполье, оказались в руках у делегатов Генеральной Ассамблеи ООН и зарубежных дипломатов, а в следующем году были напечатаны в альбоме «Графика в бункерах УПА» в филадельфийском украиноязычном издательстве «Пролог». В связи с этим МГБ СССР, с целью «прекратить антисоветскую деятельность» художника, сформировало специальную межобластную оперативную группу для розыска Хасевича, которую возглавил заместитель начальника отделения 2-го отдела УМГБ Ровненской области, капитан госбезопасности Борис Стекляр.

## Гибель
Поиски Хасевича продлились сравнительно недолго. Их процесс был подробно описан Теодором Гладковым и Борисом Стекляром в произведении «Рассказы полковника Бондаря», основанном на воспоминаниях бывшего сотрудника советских спецслужб, проживавшего в Ровно и пожелавшего остаться неизвестным. Как впоследствии выяснилось, под псевдонимом Бондарь скрывался сам Стекляр. Выйти на след художника чекистам помогла его связная Инна «Домаха» Волошина, вдова убитого полковника УПА Ростислава Волошина-Березюка. На допросах она показала, что хорошо знала «Бея»-Хасевича ещё со времён сотрудничества в издании «Волынь», и сообщила, что «Бей» был направлен её мужем в подполье уже в качестве одного из главарей краевого провода ОУН(б). На основе полученных от Волошиной сведений оперативная группа, которую возглавлял Стекляр, установила примерное местонахождение Хасевича, а также тот факт, что из укрытия в укрытие его перевозят на велосипеде. Обнаружить точное место, в котором он скрывался, помог случай. Сотрудники советских спецслужб расшифровали документы, найденные в одной из крыивок (тайников) УПА на Ровенщине, и в одном из них обнаружили сведения о заготовке для художника 5 килограммов бумаги и вишнёвого дерева, необходимых ему для работы, а также название места нахождения одной из последних на Волыни крыивок, располагавшейся неподалёку от села Суховцы, в 12 километрах от города Клеваня Ровненской области. Именно там находился Нил Хасевич. Найти укрытие членам отряда МГБ помогли осведомители из числа местных жителей, а точно указала на местоположение «схрона» пожилая хозяйка дома, при котором находилось укрытие. Впрочем, современный украинский историк Владимир Гинда опровергает эту версию — в своей статье о Хасевиче он написал, что «гэбисты» тогда прибегли к хитрости и, сказав хозяину, будто бы его жена проговорилась о существовании «схрона», добились указания им места входа туда, а женщина на самом деле ничего так и не сказала.
На предмет того, как произошла гибель Хасевича 4 марта 1952 года, ведётся множество споров. По наиболее распространённой версии, художник был убит во время облавы сотрудниками МГБ, однако многие современные украинские историки полагают, что живым Хасевич не сдался и застрелился из личного оружия вместе с двумя своими телохранителями — Вячеславом «Матвеем» Антонюком и Антоном «Игнатом» Мельничуком, предварительно уничтожив все важные документы. Согласно описанию этого события, приведённому в «Рассказах полковника Бондаря», чекисты действительно предлагали художнику и двум другим повстанцам сдаться в обмен на снисхождение, однако никакой реакции с их стороны не последовало. Когда сотрудники МГБ с расстояния открыли лаз, изнутри раздались автоматные очереди. Вновь заперев лаз снаружи, участники облавы прибегли к помощи дымовых ракет, однако и дым не заставил Хасевича, Антонюка и Мельничука выбраться наружу. Пускать в ход гранаты чекисты не стали и решили спуститься вниз.
«Живых в бункере не оказалось. При свете аккумуляторного фонаря Стекляр увидел три трупа. У одного отсутствовала нога — „Зот“. В руке бандит продолжал сжимать автомат. Последнюю очередь, это было видно по позе, он выпустил не в лаз, а в одного из своих охранников — „Павло“, должно быть, сделавшего попытку сдаться. „Павло“, как потом установило следствие, сам умел рисовать и резать по дереву. Видимо, он помогал „Зоту“ изготавливать клише. Второй охранник „Богдан“ был убит разрывом гранаты».
В трёх помещениях бункера, где укрывался Хасевич, члены группы «Бондаря» обнаружили шесть стволов оружия, ручные гранаты, запас продовольствия, патронов и свечей на несколько месяцев, большое количество антисоветских листовок и прокламаций, приспособления для графических работ, а также — по словам Стекляра — некие «страшные рисунки», запечатлевшие «предсмертные муки советских людей, казнимых фашистами и их пособниками», и документы, подтверждавшие связь между Хасевичем и иностранными разведками.
Вытащив полуголые тела Хасевича, Антонюка и Мельничука наружу, на снег, сотрудники МГБ посадили их в ряд и сфотографировали в сидячем положении. По словам бывшего военнослужащего УПА Дмитрия Удодика, трупы целенаправленно выставляли напоказ «и для глумления [над телами], и для устрашения», а затем вывезли в неизвестном направлении. Где захоронены останки Нила Хасевича, неизвестно до сих пор.

## Возбуждение уголовного дела по факту гибели
В апреле 2017 года стало известно о том, что Генеральная прокуратура Украины в связи с расследованием гибели Хасевича возбудила уголовное дело в отношении 94-летнего Бориса Стекляра по пунктам 1, 8 части 2 статьи 115 Уголовного кодекса Украины (Умышленное убийство двух и более лиц, в связи с исполнением этим лицом служебного или общественного долга). Подателем заявления о расследовании выступил подозреваемый в убийстве Олеся Бузины Денис Полищук. Ранее личное дело Стекляра было открыто. В сентябре 2016 года, узнав о рассекречивании информации о деятельности органов госбезопасности на Ровенщине в 1940—1950-х годах, Борис Стекляр подал иск в Ровенский городской суд с требованием запретить доступ к своему личному делу, хранящемуся в архивах Службы безопасности Украины. На заседание он не явился, но обратился в суд с заявлением оставить дело без рассмотрения.

## Оценки и память
Ещё до примыкания к УПА Хасевич зарекомендовал себя как художник-график высокого уровня профессионализма. «Его графика была эффективным оружием в руках освободительного подполья», — писала Мария «Маричка» Савчин, жена полковника УПА Василия Галасы в своих мемуарах «Тысяча дорог».
Большая часть работ Нила Хасевича теперь хранится в Луцком краеведческом музее, куда она была передана в июне 1992 года из архивов СБУ. В 2005 году, к столетию со дня рождения художника, Национальный союз художников Украины совместно с Конгрессом украинских националистов организовал связанные с художником культурные мероприятия, приуроченные к этой дате. В 2011 году луцкое издательство «Терен» выпустило альбом «Нил Хасевич: Воин. Художник. Легенда» (укр. «Ніл Хасевич: Воїн. Митець. Легенда») — самое полное печатное издание работ художника, куда вошло в общей сложности 120 его произведений: портреты, шаржи, экслибрисы, деревориты и рисунки бофонов. На презентации альбома присутствовал ряд известных украинских деятелей культуры, в том числе писатель-диссидент Евгений Сверстюк и режиссёр-кинодокументалист Михаил Ткачук.
В 1992 году режиссёр-кинодокументалист Михаил Ткачук снял документальный фильм о Хасевиче «Добыть или не быть» (укр. «Здобути або не бути»), в съёмках которого приняли участие люди, лично знавшие художника. Творческая группа киностудии «Укркинохроника» во главе с Ткачуком посетила место в Дюксине, где находился не сохранившийся до тех времён дом Хасевичей. Здесь, на родине художника, его именем названа улица, а во дворе местной школы расположен памятник Хасевичу. На одном из домов в Деражном установлена мемориальная доска, напоминающая о том, что в этом селе Хасевич когда-то занимал пост мирового судьи. В 2011 году памятник Нилу Хасевичу в виде бюста художника на высоком постаменте появился и в Ровно, где его имя, кроме всего прочего, носит одна из улиц.